# Canadees-Surinaamse betrekkingen
Canadees-Surinaamse betrekkingen verwijzen naar de huidige en historische betrekkingen tussen Canada en Suriname.

## Bilaterale betrekkingen
De officiële diplomatieke betrekkingen werden in november 1975 gevestigd, direct na de onafhankelijkheid van Suriname. 
Het Surinaamse ministerie van Buitenlandse Zaken, Internationale Business en Internationale Samenwerking kondigde in augustus 2021 aan de onderlinge banden te willen verstevigen.

## Diplomatieke missies
Canada wordt in Suriname vertegenwoordigd vanuit de ambassade in Georgetown, Guyana. Daarnaast bevinden zich Canadese consulaten in Paramaribo en Nieuw-Nickerie.
Suriname wordt in Canada vertegenwoordigd vanuit de ambassade in Washington D.C. Verder bevinden zich Surinaamse consulaten in Kelowna en Toronto.

## Handel en ondersteuning
Canada exporteert voornamelijk machines en machineonderdelen naar Suriname. De Surinaamse export naar Canada omvat voornamelijk basismetalen, fruit en zeevruchten.
Canada biedt geregeld ondersteuning, variërend van verkiezingstechnologie in 2014 tot workshops voor inheemse mode in 2019. Sinds de uitbraak van de coronacrisis in Suriname, op 13 maart 2020, schonk Canada meermaals medische spullen, apparatuur en beschermingsmiddelen aan Suriname.